# UEFA Champions League 1995/96

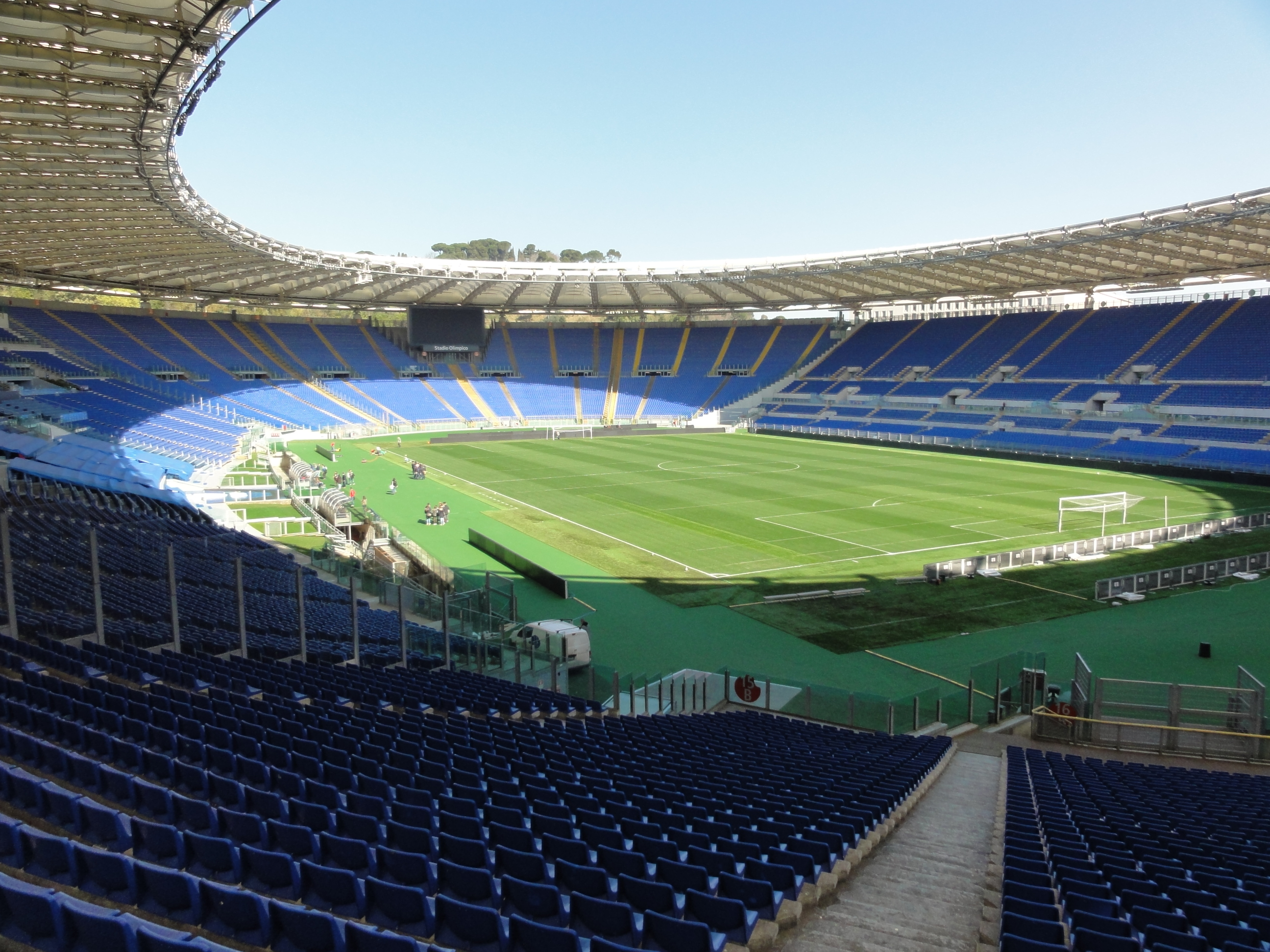
Stadio Olimpico

Die UEFA Champions League 1995/96 war die 4. Spielzeit des wichtigsten europäischen Wettbewerbs für Vereinsmannschaften im Fußball unter dieser Bezeichnung und die 41. insgesamt.
Es waren wiederum nicht alle gemeldeten Landesmeister am Start, da aufgrund der gestiegenen Zahl an Mitgliedsverbänden seit Beginn der 1990er Jahre die UEFA beschlossen hatte, die in der UEFA-Fünfjahreswertung niedriger platzierten Meister im UEFA-Pokal 1995/96 starten zu lassen. So nahmen einschließlich des Titelverteidigers und aktuellen niederländischen Meisters Ajax Amsterdam wie im Vorjahr nur 24 Mannschaften am Wettbewerb teil.
Das Endspiel fand am 22. Mai 1996 im Olympiastadion Rom statt.

## Modus
Am Spielmodus gab es gegenüber dem Vorjahr keine Änderungen. Allerdings war dies die erste Saison, in der in der Gruppenphase für einen Sieg drei Punkte vergeben wurden.

## Qualifikation
Die Hinspiele fanden am 9., die Rückspiele am 23. August 1995 statt.
|                         | Gesamt    |                      | Hinspiel | Rückspiel |
| ----------------------- | --------- | -------------------- | -------- | --------- |
| Grasshopper Club Zürich | 2:1       | Maccabi Tel Aviv     | 1:1      | 1:0       |
| Glasgow Rangers         | 1:0       | Anorthosis Famagusta | 1:0      | 0:0       |
| Legia Warschau          | 3:1       | IFK Göteborg         | 1:0      | 2:1       |
| SV Austria Salzburg     | 0:1       | Steaua Bukarest      | 0:0      | 0:1       |
| Dynamo Kiew(1)          | 4:1       | Aalborg BK           | 1:0      | 3:1       |
| Rosenborg Trondheim     | 4:3       | Beşiktaş JK          | 3:0      | 1:3       |
| RSC Anderlecht          | 1:2       | Ferencváros Budapest | 0:1      | 1:1       |
| Panathinaikos Athen     | (a)1:1(a) | Hajduk Split         | 0:0      | 1:1       |

## Gruppenphase

### Gruppe A
| Pl. | Verein              | Sp. | S | U | N | Tore    | Diff. | Punkte |
| --- | ------------------- | --- | - | - | - | ------- | ----- | ------ |
| 1.  | Panathinaikos Athen | 6   | 3 | 2 | 1 | 007:300 | +4    | 11     |
| 2.  | FC Nantes           | 6   | 2 | 3 | 1 | 008:600 | +2    | 09     |
| 3.  | FC Porto            | 6   | 1 | 4 | 1 | 006:500 | +1    | 07     |
| 4.  | Aalborg BK          | 6   | 1 | 1 | 4 | 005:120 | −7    | 04     |

| 13. September 1995  |     |                     |
| FC Nantes           | 0:0 | FC Porto            |
| 27. September 1995  |     |                     |
| Panathinaikos Athen | 3:1 | FC Nantes           |
| FC Porto            | 2:0 | Aalborg BK          |
| 18. Oktober 1995    |     |                     |
| FC Porto            | 0:1 | Panathinaikos Athen |
| FC Nantes           | 3:1 | Aalborg BK          |
| 25. Oktober 1995    |     |                     |
| Aalborg BK          | 2:1 | Panathinaikos Athen |
| 1. November 1995    |     |                     |
| Panathinaikos Athen | 0:0 | FC Porto            |
| Aalborg BK          | 0:2 | FC Nantes           |
| 22. November 1995   |     |                     |
| FC Porto            | 2:2 | FC Nantes           |
| Panathinaikos Athen | 2:0 | Aalborg BK          |
| 6. Dezember 1995    |     |                     |
| FC Nantes           | 0:0 | Panathinaikos Athen |
| Aalborg BK          | 2:2 | FC Porto            |

### Gruppe B
| Pl. | Verein              | Sp. | S | U | N | Tore    | Diff. | Punkte |
| --- | ------------------- | --- | - | - | - | ------- | ----- | ------ |
| 1.  | Spartak Moskau      | 6   | 6 | 0 | 0 | 015:400 | +11   | 18     |
| 2.  | Legia Warschau      | 6   | 2 | 1 | 3 | 005:800 | −3    | 07     |
| 3.  | Rosenborg Trondheim | 6   | 2 | 0 | 4 | 011:160 | −5    | 06     |
| 4.  | Blackburn Rovers    | 6   | 1 | 1 | 4 | 005:800 | −3    | 04     |

| 13. September 1995  |     |                     |
| Legia Warschau      | 3:1 | Rosenborg Trondheim |
| Blackburn Rovers    | 0:1 | Spartak Moskau      |
| 27. September 1995  |     |                     |
| Spartak Moskau      | 2:1 | Legia Warschau      |
| Rosenborg Trondheim | 2:1 | Blackburn Rovers    |
| 18. Oktober 1995    |     |                     |
| Legia Warschau      | 1:0 | Blackburn Rovers    |
| Rosenborg Trondheim | 2:4 | Spartak Moskau      |
| 1. November 1995    |     |                     |
| Blackburn Rovers    | 0:0 | Legia Warschau      |
| Spartak Moskau      | 4:1 | Rosenborg Trondheim |
| 22. November 1995   |     |                     |
| Rosenborg Trondheim | 4:0 | Legia Warschau      |
| Spartak Moskau      | 3:0 | Blackburn Rovers    |
| 6. Dezember 1995    |     |                     |
| Legia Warschau      | 0:1 | Spartak Moskau      |
| Blackburn Rovers    | 4:1 | Rosenborg Trondheim |

### Gruppe C
| Pl. | Verein            | Sp. | S | U | N | Tore    | Diff. | Punkte |
| --- | ----------------- | --- | - | - | - | ------- | ----- | ------ |
| 1.  | Juventus Turin    | 6   | 4 | 1 | 1 | 015:400 | +11   | 13     |
| 2.  | Borussia Dortmund | 6   | 2 | 3 | 1 | 008:800 | ±0    | 09     |
| 3.  | Steaua Bukarest   | 6   | 1 | 3 | 2 | 002:500 | −3    | 06     |
| 4.  | Glasgow Rangers   | 6   | 0 | 3 | 3 | 006:140 | −8    | 03     |

| 13. September 1995 |     |                   |
| Steaua Bukarest    | 1:0 | Glasgow Rangers   |
| Borussia Dortmund  | 1:3 | Juventus Turin    |
| 27. September 1995 |     |                   |
| Juventus Turin     | 3:0 | Steaua Bukarest   |
| Glasgow Rangers    | 2:2 | Borussia Dortmund |
| 18. Oktober 1995   |     |                   |
| Borussia Dortmund  | 1:0 | Steaua Bukarest   |
| Juventus Turin     | 4:1 | Glasgow Rangers   |
| 1. November 1995   |     |                   |
| Steaua Bukarest    | 0:0 | Borussia Dortmund |
| Glasgow Rangers    | 0:4 | Juventus Turin    |
| 22. November 1995  |     |                   |
| Glasgow Rangers    | 1:1 | Steaua Bukarest   |
| Juventus Turin     | 1:2 | Borussia Dortmund |
| 6. Dezember 1995   |     |                   |
| Steaua Bukarest    | 0:0 | Juventus Turin    |
| Borussia Dortmund  | 2:2 | Glasgow Rangers   |

### Gruppe D
| Pl. | Verein                  | Sp. | S | U | N | Tore    | Diff. | Punkte |
| --- | ----------------------- | --- | - | - | - | ------- | ----- | ------ |
| 1.  | Ajax Amsterdam          | 6   | 5 | 1 | 0 | 015:100 | +14   | 16     |
| 2.  | Real Madrid             | 6   | 3 | 1 | 2 | 011:500 | +6    | 10     |
| 3.  | Ferencváros Budapest    | 6   | 1 | 2 | 3 | 009:190 | −10   | 05     |
| 4.  | Grasshopper Club Zürich | 6   | 0 | 2 | 4 | 003:130 | −10   | 02     |

| 13. September 1995      |     |                         |
| Ajax Amsterdam          | 1:0 | Real Madrid             |
| Grasshopper Club Zürich | 0:3 | Ferencváros Budapest    |
| 27. September 1995      |     |                         |
| Ferencváros Budapest    | 1:5 | Ajax Amsterdam          |
| Real Madrid             | 2:0 | Grasshopper Club Zürich |
| 18. Oktober 1995        |     |                         |
| Ajax Amsterdam          | 3:0 | Grasshopper Club Zürich |
| Real Madrid             | 6:1 | Ferencváros Budapest    |
| 1. November 1995        |     |                         |
| Grasshopper Club Zürich | 0:0 | Ajax Amsterdam          |
| Ferencváros Budapest    | 1:1 | Real Madrid             |
| 22. November 1995       |     |                         |
| Real Madrid             | 0:2 | Ajax Amsterdam          |
| Ferencváros Budapest    | 3:3 | Grasshopper Club Zürich |
| 6. Dezember 1995        |     |                         |
| Ajax Amsterdam          | 4:0 | Ferencváros Budapest    |
| Grasshopper Club Zürich | 0:2 | Real Madrid             |

## K.-o.-Phase

### Viertelfinale
Die Hinspiele fanden am 5., die Rückspiele am 20. März 1996 statt.
|                   | Gesamt |                     | Hinspiel | Rückspiel |
| ----------------- | ------ | ------------------- | -------- | --------- |
| Borussia Dortmund | 0:3    | Ajax Amsterdam      | 0:2      | 0:1       |
| Real Madrid       | 1:2    | Juventus Turin      | 1:0      | 0:2       |
| Legia Warschau    | 0:3    | Panathinaikos Athen | 0:0      | 0:3       |
| FC Nantes         | 4:2    | Spartak Moskau      | 2:0      | 2:2       |

### Halbfinale
Die Hinspiele fanden am 3., die Rückspiele am 17. April 1996 statt.
|                | Gesamt |                     | Hinspiel | Rückspiel |
| -------------- | ------ | ------------------- | -------- | --------- |
| Ajax Amsterdam | 3:1    | Panathinaikos Athen | 0:1      | 3:0       |
| Juventus Turin | 4:3    | FC Nantes           | 2:0      | 2:3       |

### Finale
| Juventus Turin                              | Juventus Turin | Ajax Amsterdam | Ajax Amsterdam |
| ------------------------------------------- | --- | --- | -------------- |
| Juventus Turin                              | \| 22. Mai 1996 in Rom (Olympiastadion) \| \| Ergebnis: 1:1 n. V. (1:1, 1:1), 4:2 i. E. \| \| Zuschauer: 80.000 \| \| Schiedsrichter: Manuel Díaz Vega ( Spanien) \| | \| 22. Mai 1996 in Rom (Olympiastadion) \| \| Ergebnis: 1:1 n. V. (1:1, 1:1), 4:2 i. E. \| \| Zuschauer: 80.000 \| \| Schiedsrichter: Manuel Díaz Vega ( Spanien) \| | Ajax Amsterdam |
| Juventus Turin                              | Angelo Peruzzi – Moreno Torricelli, Ciro Ferrara, Pietro Vierchowod, Gianluca Pessotto – Paulo Sousa (57. Angelo Di Livio), Didier Deschamps, Antonio Conte (44. Vladimir Jugović) – Alessandro Del Piero – Gianluca Vialli , Fabrizio Ravanelli (77. Michele Padovano) Cheftrainer: Marcello Lippi | Edwin van der Sar – Sonny Silooy, Danny Blind , Frank de Boer (68. Arnold Scholten), Winston Bogarde – Ronald de Boer (91. Nordin Wooter), Jari Litmanen, Edgar Davids – Finidi George, Nwankwo Kanu, Kizito Musampa (46. Patrick Kluivert) Cheftrainer: Louis van Gaal | Ajax Amsterdam |
| Juventus Turin                              | 1:0 Fabrizio Ravanelli (12.) | 1:1 Jari Litmanen (41.) | Ajax Amsterdam |
| Juventus Turin                              | Elfmeterschießen | | Ajax Amsterdam |
| Juventus Turin                              | 1:0 Ciro Ferrara 2:1 Gianluca Pessotto 3:2 Michele Padovano 4:2 Vladimir Jugović | Peruzzi hält gegen Davids 1:1 Jari Litmanen 2:2 Arnold Scholten Peruzzi hält gegen Silooy | Ajax Amsterdam |
| Juventus Turin                              | Torricelli, Deschamps, Jugović, Di Livio | Blind, Finidi George, Wooter | Ajax Amsterdam |
| 22. Mai 1996 in Rom (Olympiastadion)        | | |                |
| Ergebnis: 1:1 n. V. (1:1, 1:1), 4:2 i. E.   | | |                |
| Zuschauer: 80.000                           | | |                |
| Schiedsrichter: Manuel Díaz Vega ( Spanien) | | |                |

## Beste Torschützen
| Rang | Spieler              | Klub                | Tore |
| ---- | -------------------- | ------------------- | ---- |
| 1    | Jari Litmanen        | Ajax Amsterdam      | 9    |
| 2    | Alessandro Del Piero | Juventus Turin      | 6    |
|      | Raúl                 | Real Madrid         | 6    |
|      | Krzysztof Warzycha   | Panathinaikos Athen | 6    |
| 5    | Patrick Kluivert     | Ajax Amsterdam      | 5    |
|      | Juri Nikiforow       | Spartak Moskau      | 5    |
|      | Nicolas Ouédec       | FC Nantes           | 5    |
| 8    | Mike Newell          | Blackburn Rovers    | 4    |
|      | Fabrizio Ravanelli   | Juventus Turin      | 4    |
|      | Iván Zamorano        | Real Madrid         | 4    |

## Eingesetzte Spieler Juventus Turin
| Juventus Turin | |
| Juventus Turin | - Tor: Angelo Peruzzi (10/-); Michelangelo Rampulla (1/-) - Abwehr: Gianluca Pessotto (10/-); Ciro Ferrara (9/-); Moreno Torricelli (8/1); Pietro Vierchowod (8/-); Massimo Carrera (7/-); Sergio Porrini (7/-) - Mittelfeld: Antonio Conte (9/2); Angelo Di Livio (9/1); Vladimir Jugović (8/1); Paulo Sousa (8/1); Didier Deschamps (8/-); Giancarlo Marocchi (7/1); Attilio Lombardo (4/-); Alessio Tacchinardi (4/-) - Sturm: Alessandro Del Piero (11/6); Michele Padovano (8/2); Fabrizio Ravanelli (7/4); Gianluca Vialli (7/2) - Trainer: Marcello Lippi |

* Luca Fusi (1/-) und Juan Pablo Sorín (1/-) verließen den Verein während der Saison.

## Schiedsrichter
Die 61 Partien wurden von 39 Referees aus 23 UEFA-Mitgliedsverbänden geleitet. Das Finale pfiff der spanische Schiedsrichter Manuel Diaz Vega.
| Name                     | Geboren       | Land         | Spiele |      |   |    | Anmerkung              |
| ------------------------ | ------------- | ------------ | ------ | ---- | - | -- | ---------------------- |
| Günter Benkö             | 12. Juli 1955 | Österreich   | 1      | 1    | 0 | 0  |                        |
| Ahmet Çakar              | 3. Aug. 1962  | Türkei       | 1      | 4    | 0 | 0  |                        |
| Piero Ceccarini          | 20. Okt. 1953 | Italien      | 1      | 2    | 0 | 0  |                        |
| Ion Crăciunescu          | 27. Aug. 1950 | Rumänien     | 1      | 6    | 0 | 0  |                        |
| Manuel Díaz Vega         | 1. Sep. 1954  | Spanien      | 3      | 13   | 0 | 1  | Leiter des Finalspiels |
| Paul Durkin              | 15. Aug. 1955 | England      | 1      | 7    | 0 | 0  |                        |
| David Elleray            | 3. Sep. 1954  | England      | 1      | 3    | 0 | 1  |                        |
| Mario van der Ende       | 28. März 1956 | Niederlande  | 1      | 7    | 0 | 2  |                        |
| Anders Frisk             | 18. Feb. 1963 | Schweden     | 2      | 8    | 0 | 0  |                        |
| Dermot Gallagher         | 20. Mai 1957  | England      | 3      | 13   | 1 | 1  |                        |
| José María García-Aranda | 3. März 1956  | Spanien      | 2      | 6    | 0 | 0  |                        |
| Guy Goethals             | 26. Dez. 1952 | Belgien      | 1      | 4    | 0 | 0  |                        |
| Gerd Grabher             | 2. Nov. 1953  | Österreich   | 1      | 2    | 0 | 1  |                        |
| Ilkka Koho               | 10. März 1958 | Finnland     | 1      | 1    | 0 | 0  |                        |
| Václav Krondl            | 5. Feb. 1953  | Tschechien   | 3      | 12   | 0 | 1  |                        |
| Hellmut Krug             | 19. Mai 1956  | Deutschland  | 3      | 13   | 0 | 2  |                        |
| Sergei Chussainow        | 18. Juli 1954 | Russland     | 1      | 2    | 0 | 1  |                        |
| Nikolai Lewnikow         | 15. Mai 1956  | Russland     | 2      | 10   | 0 | 0  |                        |
| Jim McCluskey            | 1. Nov. 1950  | Schottland   | 1      | 2    | 0 | 0  |                        |
| Urs Meier                | 22. Jan. 1959 | Schweiz      | 1      | 0    | 0 | 0  |                        |
| Peter Mikkelsen          | 1. Mai 1960   | Dänemark     | 1      | 2    | 0 | 0  |                        |
| Leslie Mottram           | 5. März 1951  | Schottland   | 2      | 5    | 0 | 0  |                        |
| Serge Muhmenthaler       | 20. Mai 1953  | Schweiz      | 1      | 2    | 0 | 0  |                        |
| Kim Milton Nielsen       | 3. Aug. 1960  | Dänemark     | 1      | 3    | 0 | 0  |                        |
| Vasilis Nikakis          | 28. Sep. 1953 | Griechenland | 1      | 4    | 0 | 0  |                        |
| Pierluigi Pairetto       | 15. Juli 1952 | Italien      | 1      | 2    | 0 | 1  |                        |
| Didier Pauchard          | 1. Jan. 1951  | Frankreich   | 1      | 1    | 0 | 1  |                        |
| Rune Pedersen            | 19. Mai 1963  | Norwegen     | 1      | 3    | 0 | 1  |                        |
| Michel Piraux            | 15. Okt. 1955 | Belgien      | 2      | 4    | 0 | 0  |                        |
| Adrian Porumboiu         | 27. Sep. 1950 | Rumänien     | 2      | 4    | 0 | 0  |                        |
| Zbigniew Przesmycki      | 26. Juli 1951 | Polen        | 1      | 8    | 0 | 0  |                        |
| Sándor Puhl              | 14. Juli 1955 | Ungarn       | 1      | 7    | 0 | 0  |                        |
| Kurt Röthlisberger       | 21. Mai 1951  | Schweiz      | 2      | 6    | 0 | 0  |                        |
| Alain Sars               | 30. Apr. 1961 | Frankreich   | 1      | 2    | 0 | 2  |                        |
| Leif Sundell             | 15. Feb. 1958 | Schweden     | 1      | 3    | 0 | 0  |                        |
| Alfredo Trentalange      | 19. Juli 1957 | Italien      | 1      | 1    | 0 | 1  |                        |
| Jaap Uilenberg           | 5. Juni 1950  | Niederlande  | 2      | 6    | 0 | 0  |                        |
| Atanas Usunow            | 10. Nov. 1955 | Bulgarien    | 1      | 3    | 0 | 0  |                        |
| László Vágner            | 24. Dez. 1955 | Ungarn       | 3      | 7    | 0 | 0  |                        |
| Hans-Jürgen Weber        | 15. Juni 1955 | Deutschland  | 2      | 7    | 0 | 0  |                        |
| Wadsim Schuk             | 20. Mai 1952  | Belarus      | 2      | 4    | 0 | 1  |                        |
| Gesamt:                  | Gesamt:       | Gesamt:      | 610    | 2000 | 1 | 17 |                        |
| Stand: nach Saisonende   |               |              |        |      |   |    |                        |